# نجده بن عامر حنفی
نجده بن عامر حنفی(عربی: نجدة بن عامر الحنفي، آوانگاری: Najda ibn ʿĀmir al-Ḥanafī؛ در حدود: ۶۳۵ – ۶۹۱/۹۲) رهبر یک دولت جدایی خواه از خوارج در مرکز و شرق عربستان بین سال ۶۸۵ تا زمان کشته شدنش به دست هواداران خود بود. ظهور ناگهانی او بخشی از فتنه دوم بود و فرقه‌ای که وی رهبر آن بود، در مخالفت با خلافت امویان، که سوریه و مصر را کنترل می‌کرد، و خلافت زبیری، که کنترل حجاز و عراق را در دست داشت، ایستادگی کرد.

## اوایل زندگی
نجده در حدود ۶۳۵ به دنیا آمد و اهل قبیله بنو حنیفه از شاخه‌های قبیله بکر بن وائل، ساکن در یمامه (عربستان مرکزی) بود. او در زمان جوانی، نفوذ چشمگیری در خوارج بنو حنیفه در منطقه خود داشته‌است. در سال ۶۸۰، او شورشی را در یمامه علیه خلافت اموی آغاز کرد، که تقریباً با سرکوب قیام حسین بن علی در طول نبرد کربلا همزمان بود. در طول محاصره مکه توسط امویان در سال ۶۸۳، عبدالله بن زبیر، رهبر مخالفان حکومت بنی امیه در حجاز، مشغول به مقاومت بود، نجده و سواران وی به کمک ابن زبیر آمدند. پس از رفع محاصره مکه، ابن زبیر خود را خلیفه اعلام کرد و نجده و سایر رهبران خوارج به بصره عزیمت کردند. در آنجا، تحت رهبری نافع بن ارزق [رهبر خوارج]، آنها با متحد سابق خود، ابن زبیر روبرو شدند که پس از برکناری فرماندار اموی این شهر در سال ۶۸۴ و عدم تعیین فرماندار جدید برای بصره در پی تسخیر این شهر بود. در نهایت این شهر و پادگان عربی آن سلطه ابن زبیر را به رسمیت شناختند و خوارج در نزدیکی اهواز مستقر شدند.

## رهبری خوارج در عربستان
اختلافات سیاسی بین نجده و نافع پدید آمد و منجر به جدایی او از نافع و بازگشت او به یمامه گردید، جایی که خوارج توسط ابو طالوت سلیم بن مطار رهبری می‌شدند. ابو طالوت، حضارم را که یک قطعه زمین کشاورزی وسیع در یمامه بود و قبلاً متعلق به بنو حنیفه بود، اما به تصرف معاویه اول درآمده بود، به تصرف خود درآورد و آن زمین‌ها و ۴۰۰۰ برده‌ای که معاویه آنها را برای زراعت به آنجا فرستاده بود را بین پیروانش تقسیم کرد. در سال ۶۸۵ نجده و یارانش در جبال، کاروانی را که از بصره به سمت مکه راه افتاده بود غارت کرد و آن را با خود به نزد ابو طالوت در حضارم برد تا آنها را میان یارانش تقسیم کند و به یارانش توصیه کرد که پس از فراغت از این کار، به استفاده از برده‌های اسیر شده برای کار کردن در مزارع ادامه دهند. اقدامات و توصیه‌های او موجب محبوبیت وی میان خوارج یمامه شد و هنگامی که وی پیشنهاد داد که رهبر آنان شود، او حمایت اکثر آنان را بدست آورد، از جمله از ابو طالوت که از رهبری خوارج کناره‌گیری کرد. از این پس، جنبش خوارج در عربستان در آن زمان به خاطر نجده به نام نجدات خوانده می‌شد.
چندی از رهبری وی نگذشته بود که نجده حمله‌ای به قبیله بنی کعب، شاخه ای از قبیله بنی عامر بن صعصعه، در بحرین (شرق عربستان) انجام داد و در نبرد ذوالمجار، ضربه سنگینی به آنها وارد کرد و ذرت و خرمائی را که بنی کعب از یک بازار غارت کرده بود تصرف کردند. پیروزی نجده، نشانه آغاز یک سری از پیروزی‌ها بود که در نهایت باعث شد بیشتر عربستان تحت کنترل وی درآید و این به ضرر ابن زبیر بود زیرا نشان دهنده ناتوانی او در مقابله با خوارج بود. در سال ۶۸۶، او به بحرین بازگشت و به قبیله بنی عبدالقیس که مخالف خوارج بود حمله کرد. وی با کمک قبیله أزد، بسیاری از اعضای قبیله بنی عبدالقیس را در قطیف به قتل رساند یا اسیر کرد، جایی که وی پس از آن مقر خود را نیز در آنجا مستقر کرد. با افزایش قدرت روزافزون نجده و کنترل بحرین و یمامه، وی از طریق بستن مسیرهای بین مکه [مرکز خلافت زبیری] و بصره [از استان‌های کلیدی و مهم زبیریان] خلافت زبیری را مورد تهدید قرار داد. حمزه ابن الزبیر، فرماندار بصره، با اعزام یک ارتش ۱۴ هزار نفری به رهبری عبدالله بن عمیر اللیثی علیه خوارج، سعی کرد تا بحرین را از کنترل نجده خارج کند. با این حال، در سال ۶۸۶ نجده و مردانش در کمین نیروهای خلافت زبیری نشستند و آنان را متفرق ساختند.
خوارج نجدات، و نجده بن عامر حصین بن نمیر را تکفیر کرده و در نبرد جبل الحروریه با وی جنگیدند. در این نبرد هشت هزار تن از یاران او کشته شدند ،اما حصین بن نمیر موفق به فرار گردید، ذهبی نیز به اعدام اسرای این نبرد توسط نجدات اشاره دارد. 
نجده پس از پیروزی در برابر سپاه خلافت زبیری، نائب خود، عطیه بن اسود حنفی را به عمان که تحت فرمان عباد بن عبدالله الجلندی و پسرانش سعید و سلیمان بود فرستاد تا آن جا را تصرف کند. عطیه موفق شد عمان را تصرف کند و چند ماه در آن منطقه ماند سپس اداره امور آن‌جا را به شخصی به نام ابو القاسم واگذار کرد، اما به زودی ابو القاسم توسط سعید و سلیمان کشته شد. سعید و سلیمان با پشتیبانی مردم محلی عمان دوباره کنترل سرزمین خود را در دست گرفتند. روابط بین نجده و عطیه به تیرگی گرایید، احتمالاً به دلیل توزیع نابرابر غنائم در گذشته و ارتباطات نجده با عبدالملک خلیفه اموی، که کنترل سوریه و مصر را در دست داشت. در سال ۶۸۷، نجده شمال بحرین را فتح کرد و قبیله بنی تمیم ساکن در کاظمه را وادار به پرداخت خراج کرد. چند ماه بعد، او وارد صنعا در یمن شد و نائب خود، ابو فدیک را به حضرموت فرستاد. مردم هر دو مکان با نجده بیعت کردند و به او خراج پرداختند. به‌واسطه سرزمین‌های که نجده فتح کرده بود او تبدیل به قدرتمندترین فرد شبه جزیره عربستان تبدیل شد و پس از آن قدرت خلافت زبیری در شبه جزیره عربستان محدود به حجاز (عربستان غربی) شد.
نفوذ روزافزون نجده باعث شد تا عبدالملک، که با بحران‌های داخلی و خارجی دست و پنجه نرم می‌کرد، از نجده درخواست کند تا خلافت او را به رسمیت بشناسد و از او حمایت کند. عبد الملک پیشنهاد داد در صورتی که خلافتش توسط نجده به رسمیت شناخته شود او را به عنوان فرماندار رسمی یمامه منصوب خواهد کرد و خسارات و خونریزی‌هایی که در عربستان به بار آورده را خواهد بخشید. نجده این پیشنهاد را رد کرد، اما با خلیفه اموی روابط دوستانه برقرار کرد. بنا به عقیدهٔ تاریخ‌شناس «عبدالامیر دیکسون»، عبدالملک بن مروان در نهایت به خواسته و هدفش رسید؛ چرا که با چنین پیشنهادی به نجده، یا می‌توانست نظر او را جلب و به‌طور موقت از او علیه عبدالله بن زبیر استفاده کند، یا در صورت عدم موافقت نجده با پیشنهادش، دست‌کم میان او و یارانش (جنگجویانش) اختلاف و تفرقه بیندازد.
نجده در ماه ژوئن سال ۶۸۷ به همراه هواداران خود جهت انجام زیارت حج راهی مکه  شد و در کنار هواداران ابن زبیر و عبد الملک در حج شرکت نمود. به گفته دیکسون، این اتفاق نشانگر ناتوانی ابن زبیر بود چرا که او توان لازم را جهت جلوگیری از ورود نجده به پایتخت خود را نداشت و همچنین نشان داد که قدرت نجده در آن زمان با قدرت عبد الملک و ابن زبیر برابری می‌کرد. در پایان حج، نجده جهت تصرف مدینه به سمت شمال حرکت کرد، اما به دلیل دغدغه‌های دینی از نبرد صرف نظر کرد. مردم مدینه نیز مقدمات لازم را جهت نبرد با نجده فراهم کرده بودند و کاملاً آماده رویارویی با سپاه نجده بودند. عبدالله بن عمر رهبر مقاومت کنندگان مدینه که آماده نبرد با نجده شده بود نیز مورد احترام خوارج بود [که حضور وی از دلایل عدم انجام نبرد بود]. در عوض، نجده به طائف در نزدیکی مکه لشکر کشی کرد، که «عاصم بن عروه بن مسعود الثقفی» رهبر مردم طائف با وی بیعت کرد. نجده قبل از بازگشت به مقر حکومت خود در بحرین، به نزدیکی منطقه تباله رفت و حارُوق حنفی را به عنوان حاکم طائف، سُراه و تباله (حاکم کل حجاز) منصوب کرد، و سعد طلایع نیز را به عنوان مأمور جمع‌آوری خراج از قبیله بنی هلال و حاکم نجران و اطراف آن منصوب کرد. به محض بازگشت به بحرین، دستور ممنوعیت ارسال مواد غذایی به مکه و مدینه جهت فشار بر ابن زبیر را صادر کرد. او پس از درخواست مکرر علمای دینی مانند عبدالله بن عباس، این دستور را لغو کرد. نجده در اوج قدرت خود، به دلیل اختلافات داخلی میان خوارج کشته شد. اختلافات داخلی با خوارج در مورد روابط دوستانه نجده با عبد الملک، توزیع نابرابر دستمزد لشکریان و عدم برخورد با تعدادی از هوادارانش علی‌رغم انجام اعمال خلاف دین از جمله دلایل کشته شدن وی بود. نجده در سال ۶۹۱/۹۲ در بحرین توسط ابو فدیک به قتل رسید.